# Mary Cleo Tarlarini
Mary Cleo Tarlarini, pseudonimo di Maria Cleope Terlani (Milano, 22 aprile 1878 – Tivoli, 22 ottobre 1954), è stata un'attrice e produttrice cinematografica italiana del periodo del muto, la prima diva in assoluto della storia del cinema italiano.

## Biografia
Nel 1909 fu ingaggiata dalla Ambrosio Film di Torino, per la quale interpretò numerose pellicole, in particolare nei primi anni fino al 1912 in coppia con Alberto Capozzi in film di successo come Spergiura! (1909), Il granatiere Roland (1910), Didone abbandonata (1910), Nozze d'oro (1911), e L'ultimo dei Frontignac (1911).
Nel contempo lavorò anche per altre compagnie, tra queste, l'Itala Film, la Pasquali Film, la Milano Films, la Gladiator Film, e nel 1918, a Torino, insieme ad Eugenio Vecchioni, fondò una propria casa cinematografica, la Cléo Film, che in breve tempo realizzò sei lungometraggi, tra cui Le peripezie dell'emulo di Fortunello e compagni con, nel ruolo caricaturale di Madama Girasole, l'eclettica Paola Pezzaglia, resa irriconoscibile da un trucco stupefacente per i tempi, tanto che la stessa Tarlarini sul set non la riconobbe.
Nel corso degli anni venti sempre meno furono le pellicole in cui interpretò ruoli importanti, tra questi vanno citati La nave (1921) e Cavalleria rusticana (1924), e ancor più marginali furono i ruoli nei tre film a cui prese parte nel cinema sonoro.

## Curiosità
- La Tarlarini aveva una particolarità, quella che si rifiutava di recitare se non era accompagnata dal sottofondo musicale di un violino[3]

## Filmografia parziale
- Signori ladri, regia di Luigi Maggi (1909)
- Amore e patria, regia di Luigi Maggi (1909)
- Spergiura!, regia di Arturo Ambrosio e Luigi Maggi (1909)
- Capitan Fracassa, regia di Ernesto Maria Pasquali (1909)
- Cuore di mamma, regia di Luigi Maggi (1909)
- La più forte, regia di Luigi Maggi (1910)
- Il guanto, regia di Luigi Maggi (1910)
- La fucina, regia di Luigi Maggi (1910)
- Alibi atroce, regia di Luigi Maggi (1910)
- Il segreto della fidanzata, regia di Luigi Maggi (1910)
- Il granatiere Roland, regia di Luigi Maggi (1911)
- L'innocente, regia di Edoardo Bencivenga (1911)
- Sisto V, regia di Luigi Maggi (1911)
- La tigre, regia di Luigi Maggi (1911)
- La madre e la morte, regia di Arrigo Frusta (1911)
- La figlia di Jorio (1911)
- Nozze d'oro, regia di Luigi Maggi (1911)
- Una notte d'amore, regia di Ubaldo Maria Del Colle (1911)
- L'ultimo dei Frontignac, regia di Mario Caserini (1911)
- L'infedele, regia di Ubaldo Maria Del Colle (1912)
- Il giudice istruttore, regia di Ubaldo Maria Del Colle (1912)
- La Gioconda, regia di Luigi Maggi (1912)
- La moglie del mio cliente, regia di Eleuterio Rodolfi (1912)
- Parsifal, regia di Luigi Maggi (1912)
- I mille, regia di Mario Caserini e Alberto Degli Abbati (1912)
- Satana, regia di Luigi Maggi (1912)
- La figlia di Zazà, regia di Luigi Maggi (1913)
- Mater dolorosa, regia di Mario Caserini (1913)
- Il bersaglio vivente, regia di Luigi Maggi (1913)
- Bianco contro negro, regia di Ubaldo Maria Del Colle (1913)
- Il notturno di Chopin, regia di Luigi Maggi (1913)
- Cenerentola, regia di Eleuterio Rodolfi (1913)
- L'angelo della miniera, regia di Gino Zaccaria (1914)
- La torre dei fantasmi, regia di Ivo Illuminati (1914)
- Vita venduta, regia di Alberto Capozzi (1915)
- Romanticismo, regia di Carlo Campogalliani e Arrigo Frusta (1915)
- Eva nemica, regia di Giuseppe Pinto ed Eleuterio Rodolfi (1916)
- La piccola infermiera della Croce Rossa, regia di Giovanni Enrico Vidali (1916)
- La contessa Arsenia, regia di Ernesto Maria Pasquali (1916)
- La presa della Bastiglia, regia di Eleuterio Rodolfi (1916)
- L'apostolo, regia di Gero Zambuto (1916)
- I Mohicani di Parigi, regia di Leopoldo Carlucci (1917)
- Sorrisi e spasimi della menzogna, regia di Riccardo Tolentino (1917)
- La trilogia di Dorina, regia di Gero Zambuto (1917)
- La serata di gala di Titina, regia di Giuseppe Guarino (1917)
- Caino, regia di Leopoldo Carlucci (1918)
- Un dramma di Vittoriano Sardou, regia di Eleuterio Rodolfi (1918)
- Sara Felton, regia di Ugo De Simone (1918)
- Il canto della fede, regia di Filippo Butera (1918) - interprete e produttrice
- Il lampionaro del Ponte Vecchio, regia di Mario Voller-Buzzi (1918) - interprete e produttrice
- Dalle catene alla morte, regia di Mario Voller-Buzzi (1919) - interprete e produttrice
- Onda sanguigna, regia di Gian Paolo Rosmino (1921)
- Il tredicesimo commensale, regia di Guido Brignone (1921)
- La nave, regia di Gabriellino D'Annunzio e Mario Roncoroni (1921)
- Le braccia aperte, regia di Ubaldo Pittei (1921)
- La tormenta, regia di Carmine Gallone (1922)
- Cavalleria rusticana, regia di Mario Gargiulo (1924)
- Il riscatto, regia di Guglielmo Zorzi (1924)
- La via del peccato, regia di Amleto Palermi (1925)
- Senza padre, regia di Emilio Ghione (1926)
- Montevergine, regia di Carlo Campogalliani (1939)
- La donna perduta, regia di Domenico Gambino (1940)
- Il sogno di tutti, regia di Oreste Biancoli e Ladislao Kish (1940)